# Volcano (South Park)
Volcano is de derde aflevering van South Park als er wordt gekeken naar de productiecode, maar de aflevering werd uitgezonden voor aflevering #102 Weight Gain 4000.

## Verhaal
Stans oom Jimbo en zijn oorlogsvriend Ned nemen hem en Cartman, Kyle en Kenny mee op een jachttripje naar de bergen. Wanneer ze aankomen in de wildernis net buiten South Park, geeft Jimbo ze een wapen. Stan, Kyle en Kenny krijgen een shotgun terwijl Cartman een machinegeweer krijgt, een blikje bier en een pakje sigaretten voordat het jachtavontuur begint.
Het wordt al snel duidelijk dat Jimbo en Ned een heel andere kijk hebben op jagen dan de jongens dachten, zij verstaan onder jagen elk levend wezen doden met militaire wapens, dit is zwaar tegen de jacht-regels in. Ze schreeuwen: "It's coming right for us!", ze duiken weg en schieten dan hun magazijnen helemaal leeg. Vervolgens zeggen ze uit zelfverdediging te hebben gehandeld. Stan komt er al snel achter dat jagen niets voor hem is en zeker niet op de manier van zijn oom, hij kan geen enkel dier doden als hij hier de kans toe heeft. Kenny daarentegen maakt veel indruk op Jimbo door benzine zo uit de jerrycan te drinken. Terwijl de jongens al door hebben dat de berg schudt en vreemde geluiden maakt, merken de mannen er niets van door hun toewijding aan het jagen totdat het te laat is.
Terug in South Park ontdekt de geologische dienst van South Park, de "South Park Center for Seismic Activity", waar ook Stan's vader Randy Marsh werkt, dat de berg gaat uitbarsten.
Ondertussen, op de berg, zet Jimbo Ned per ongeluk in brand terwijl de jongens hotdogs aan het roosteren zijn boven het kampvuur (Neds jeep ontploft tijdens het proces) en Cartman vertelt het verhaal van Scuzzlebutt. Hij beschrijft Scuzzlebutt als een wezen dat leeft in de bergen en dat alles en iedereen doodt die zijn berg beklimt omdat hij bloed lekker vindt en omdat hij lichaamsdelen aan zijn eigen lichaam kan toevoegen. In plaats van een linkerhand heeft hij een stuk selderij, en een van zijn poten is ingeruild voor Tom Wopat, maar Wopat zou zijn ingeruild voor Patrick Duffy. Cartman zegt ook dat Scuzzlebutt graag rieten manden maakt.
De jongens geloven Cartmans verhaal niet, dus besluit Cartman om de volgende ochtend verkleed als Scuzzlebutt de jongens de stuipen op het lijf te jagen, zijn plan mislukt, wanneer de jongens op zoek gaan naar hem zien ze de nep Scuzzlebutt en beginnen ze op hem te schieten. Cartman kan nog net op tijd zijn masker aftrekken.
Lager op de berg organiseren de lokale bewoners een zoektocht om het jachtgezelschap (die nog niets weten over de komende uitbarsting) te vinden, in South Park helpt iedereen mee om een grote greppel te graven onder leiding van Randy om zo de lava om South Park heen te leiden. Dan barst de vulkaan uit en probeert het jachtgezelschap om te ontkomen totdat ze zich realiseren dat ze aan de verkeerde kant van de greppel zitten.
De echte Scuzzlebutt komt dan tevoorschijn en hij maakt een grote rieten mand waarmee het jachtgezelschap veilig naar de overkant wordt gebracht. De lava stroomt om South Park heen maar door een miscalculatie van Randy stroomt het recht naar Denver waardoor de stad compleet verwoest wordt. Stan doodt dan Scuzzlebutt omdat hij wilde bewijzen dat hij ook iets kon doden en om zijn oom trots te maken. Helaas voor Stan is hij niet zo onder de indruk hij zegt: "Stan, some things you do kill and some you don't." ("Stan, sommige dingen dood je en sommige niet"). Stan begrijpt het niet, want eerder in de aflevering had zijn oom een hoop bedreigde diersoorten vermoord. Ze vinden jagen maar niks en besluiten om thuis tekenfilms te gaan kijken.

## Kenny's dood
Wanneer de vulkaan uitbarst, vliegt er een bal lava recht op Kenny af, maar mist hem. De kinderen gaan ervan uit dat Kenny gestorven is en Kyle zegt de bekende zin "Oh My God It Killed Kenny, You Bastards!". Maar nog voordat hij klaar is met de zin, kruipt hij achter de bal weg, dus Kenny leeft nog. Maar dan rolt de bal een beetje en is een "flatsj"-geluid te horen. Tegen het einde van de aflevering komt Kenny uit het niets tevoorschijn, blijkbaar is hij niet dood. Nadat Stan Scuzzlebutt doodt, roept Ned dat hij nooit meer een wapen aanraakt. Hij gooit het op de grond, maar door de landing gaat het wapen af en Kenny wordt doodgeschoten. Het lijk vliegt weg en ratten gaan, zoals gewoonlijk, erachteraan.

## Popcultuur referenties
- In deze aflevering krijgen de bewoners van het bergstadje een voorlichtingsfilm over vulkanen, dit is een parodie op de Amerikaanse voorlichtingsfilm Duck and Cover die gaat over atoombommen die in de tijd van de Koude Oorlog in heel Amerika werd getoond om de mensen voor te breiden op het ergste.
- Happy Tarts worden ook genoemd in een ander werk van Trey Parker, Orgazmo.
- Wanneer Kyle zegt dat Scuzzlebutts Patrick Duffy been niet zo eng is antwoord Cartman: "Haven't you ever seen Step by Step?"
- Scuzzlebutt zegt dat hij vrienden wil worden met de jongens, precies zoals het karakter Ludo uit de film Labyrinth zegt, dit is ook een groot harig monster.

## Trivia
- Randy Marsh is in deze aflevering geïntroduceerd maar is nooit officieel aangesproken als Stans vader, soms lijkt hij zelfs minder bezorgd om zijn zoon dan de burgemeester. Zijn haarstijl zal ook veranderen in de komende afleveringen.

## Foutjes en opvallende dingen
- In een korte scène waarin Cartman Scuzzlebutt beschrijft missen Stans armen. Een logische verklaring hiervoor echter is dat hij ze gewoon in zijn jaszakken heeft.
- Ned probeert op Scuzzlebutt te schieten maar komt zonder kogels te zitten, maar wanneer hij het op de grond gooit doodt het wapen wel Kenny. Aangenomen kan worden dat de kogel dat vastzat in het wapen afging toen het wapen op de grond viel.
- Wanneer Chef iets tegen de burgemeester zegt over pauzes op school schrappen, spreekt hij haar aan met Mr. Mayor. Dit deed hij ook al in de vorige aflevering Weight Gain 4000.
- Randy Marsh mist bijna heel de aflevering zijn wenkbrauwen, pas aan het eind van de aflevering verschijnen ze.
- Cartman doet alsof hij in Vietnam is als hij zijn wapen krijgt en zegt dat zijn herinneringen boven komen, maar in aflevering #206 (19) The Mexican Staring Frog of Southern Sri Lanka zegt hij dat hij niets van Vietnam af weet.
- Jimbo zegt dat Ned zijn arm is verloren toen hij een granaat opraapte, maar in The Mexican Staring Frog of Southern Sri Lanka zegt Ned dat hij zijn arm verloren is tijdens het gooien van een granaat.
- Wanneer de groep gered is stroomt de lava op het stuk waar ze net stonden, dit wekt de suggestie dat ze het niet overleefd hebben.
- Geregeld komt er rook uit de vulkaan, de sneeuw smelt echter niet.